# Jan Kłodziński
Jan Ludwik Augustyn Kłodziński (ur. 1791, zm. 1876 w Warszawie) – polski prawnik, encyklopedysta  .

## Życiorys
Był sędzią rozwiązanego przez władze carskie sądu apelacyjnego Królestwa Polskiego. Był członkiem Krakowskiego Towarzystwa Naukowego . 
Publikował na tematy prawnicze oraz historyczne. W 1842 roku opublikował w Warszawie encyklopedię prawniczą , a w rękopisie pozostawił dzieło "Historia cywilizacji północnej Europy czyli ludów z plemion Wendyjsko-słowiańskich w państwo pod nazwą Polski złączonych". Zmarł w wieku 85 lat w Warszawie .

## Dzieła
Opublikował dzieła z dziedziny prawa :
- Rozprawa o potrzebie prawa cywilnego i jego charakterystycznych przymiotach, (1820),
- Encyklopedya i methodologia obejmująca ogólny rys nauk i wiadomości prawnych, (1842)[2] ,